# Église Saint-Laurent de Nogent-sur-Seine
L'église Saint-Laurent est une église catholique située à Nogent-sur-Seine, en France.

## Localisation
L'église est située dans le département français de l'Aube, sur la commune de Nogent-sur-Seine.

## Historique
Elle était une paroisse qui relevait du doyenné de Pont-sur-Seine à la seule collation de l'évêque et fut élevée comme cure de deuxième classe le 3 septembre 1802.
Elle a été construite en plusieurs étapes aux XVe siècle et XVIe siècle sur un plan rectangulaire et a une abside à cinq pans. La nef à cinq travées a été commencée en 1500.
L'église reçut les cendres d'Héloïse et Abélard lorsqu'elles furent enlevées du Paraclet en 1792, avant leur transfert à Paris au musée des Monuments français en 1800 puis au cimetière du Père-Lachaise en 1817.
Elle est ornée de sculptures de Ramus, Paul Dubois et Alfred Boucher. Son orgue et sa tour admirée par Louis XIV en font un monument très intéressant. Elle conserve une statue de Vierge à l'enfant du XVe siècle ainsi que de nombreux tableaux.

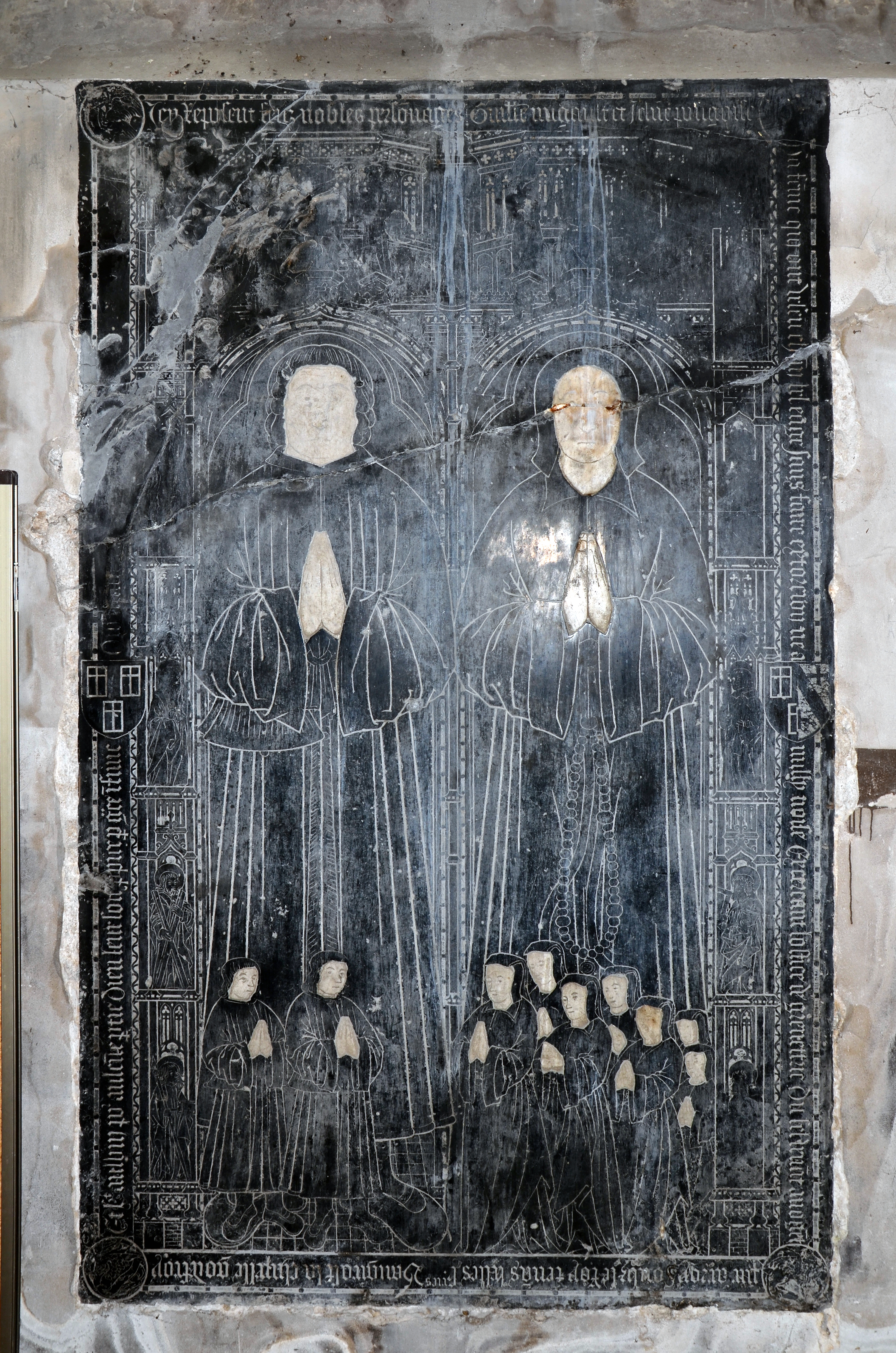
Dalle funéraire de Guillaume Migault, Jeanne Pougeaoise et leurs enfants[5].
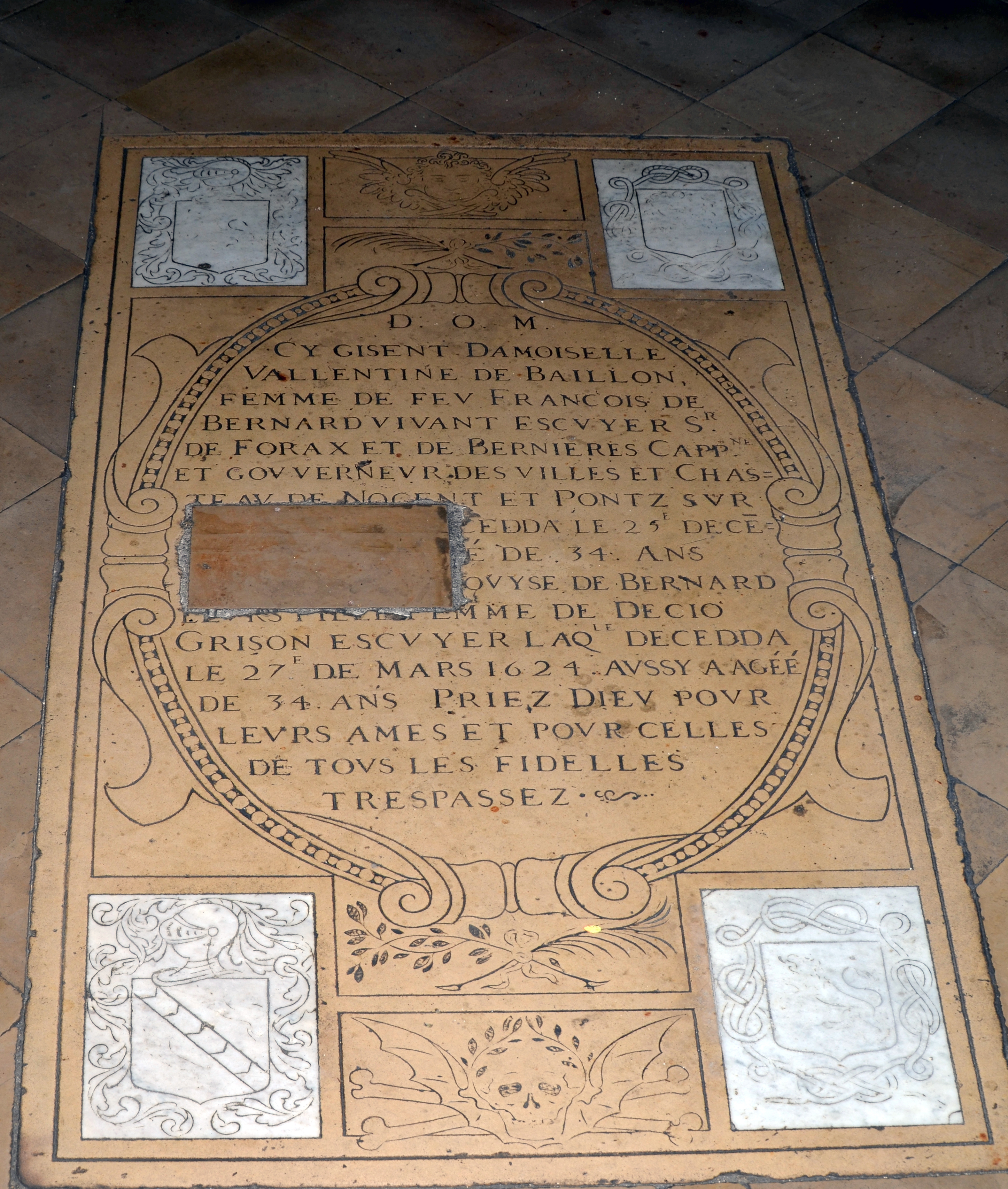
Dalle de Valentine Baillon et Louise de Bernard[6].
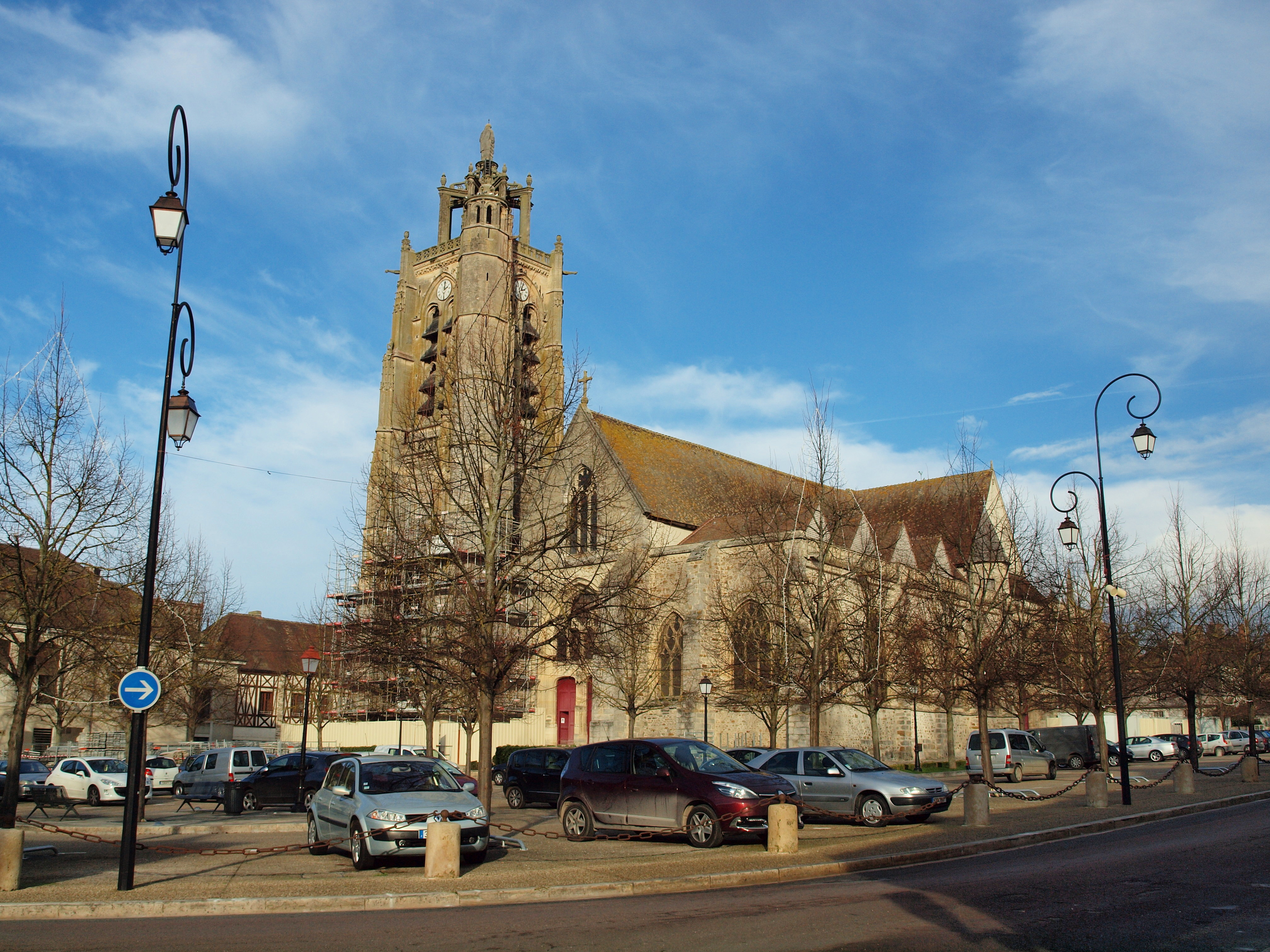
Face sud.

La chapelle dédiée à sainte Syre a été élevée par la famille Pougoise puis fut utilisée par la famille Angenoust
qui l'avait par alliance. 
L'édifice est classé au titre des monuments historiques en 1908.
En 2018, de nouveaux vitraux sont installés, conçus par la vitrailliste Flavie Vincent-Petit et la peintre Fabienne Verdier.

### Cimetière
Il était accolé à l'église et délimitait une avenue jusqu'au portail. Il disposait d'une chapelle connue sous le nom de Petit-Saint-Laurent. Bâtie en 1597, elle fut démolie sur autorisation de l'évêque en 1735.